# Citizens of Earth
Citizens of Earth est un jeu vidéo de rôle développé par Eden Industries et édité par Atlus, sorti en 2015 sur Windows, Wii U, PlayStation 4, Nintendo 3DS et PlayStation Vita.

## Système de jeu
Le jeu est une parodie d'EarthBound.

## Accueil
- IGN : 6,5/10[1]
- Jeuxvideo.com : 14/20[2]
- Polygon : 8/10[3]

## Développement
Le jeu a été financé par Atlus après l'échec d'une campagne de financement participatif sur Kickstarter.